# 花館村
花館村（はなだてむら）は秋田県仙北郡にあった村。現在の大仙市中心部の西北、雄物川右岸・玉川左岸にあたる。

## 地理
- 河川：雄物川、玉川

## 歴史
- 1889年（明治22年）4月1日 - 町村制の施行により、近世以来の花館村が単独で自治体を形成。
- 1947年（昭和22年）8月12日 - 県内に昭和天皇の戦後巡幸。天皇の行幸が村内に及ぶことはなかったが、村内から林業家である三浦友吉が宿泊所（佐竹邸）に召し出され「苗木育成の体験と植林」について奏上した[1]。
- 1954年（昭和29年）5月3日 - 大曲町・内小友村・大川西根村・藤木村・四ツ屋村とともに合併して大曲市が発足。同日花館村廃止。

## 村長
- 斎藤勘七

## 著名出身者
- 佐々木駒之助 (実業家)